# گروسبارکاو
گروسبارکاو (به آلمانی: Großbarkau) یک شهر در آلمان است که در Plön (District) واقع شده‌است. گروسبارکاو ۱۹۳ نفر جمعیت دارد.